# Фрейшу, Марселу
Марселу Рибейру Фрейшу (порт. Marcelo Ribeiro Freixo, бразильский португальский: [maʁˈsɛlw ʁjˈbejɾw ˈfɾejʃw]; род. 12 апреля 1967, Сан-Гонсалу) — бразильский политический и общественный деятель левого толка, телеведущий и профессор. С 2019 года являлся федеральным депутатом, представляющим в Конгрессе Бразилии троцкистскую Партию социализма и свободы (PSOL), с 2021 года возглавляет оппозицию в Палате депутатов Бразилии и перешёл в Социалистическую партию Бразилии. В бытность депутатом Законодательного собрания Рио-де-Жанейро был председателем Комиссии по защите прав человека и гражданина.
Фрейшу привлек национальное внимание, когда он возглавлял парламентскую комиссию по расследованию деятельности созданных полицейскими группировок в Рио-де-Жанейро. Этот эпизод вдохновил режиссёра Жозе Падилью основать на деятельности Фрейшу образ одного из персонажей в фильме «Элитный отряд 2».

## Биография

### Ранняя общественная деятельность
Родился в семье педагогов. После изучения экономики поступил на исторический факультет Федерального университета Флуминенсе. Работал исследователем в неправительственной организации Justiça Global и консультантом федерального депутата Шику Аленкара в области прав человека.
С 1993 по 1995 год возглавлял профсоюз учителей Сан-Гонсалу и Нитерой. Также был участником Движения безземельных сельских трудящихся в борьбе за аграрную реформу и против рабского труда во внутренних районах Рио-де-Жанейро.

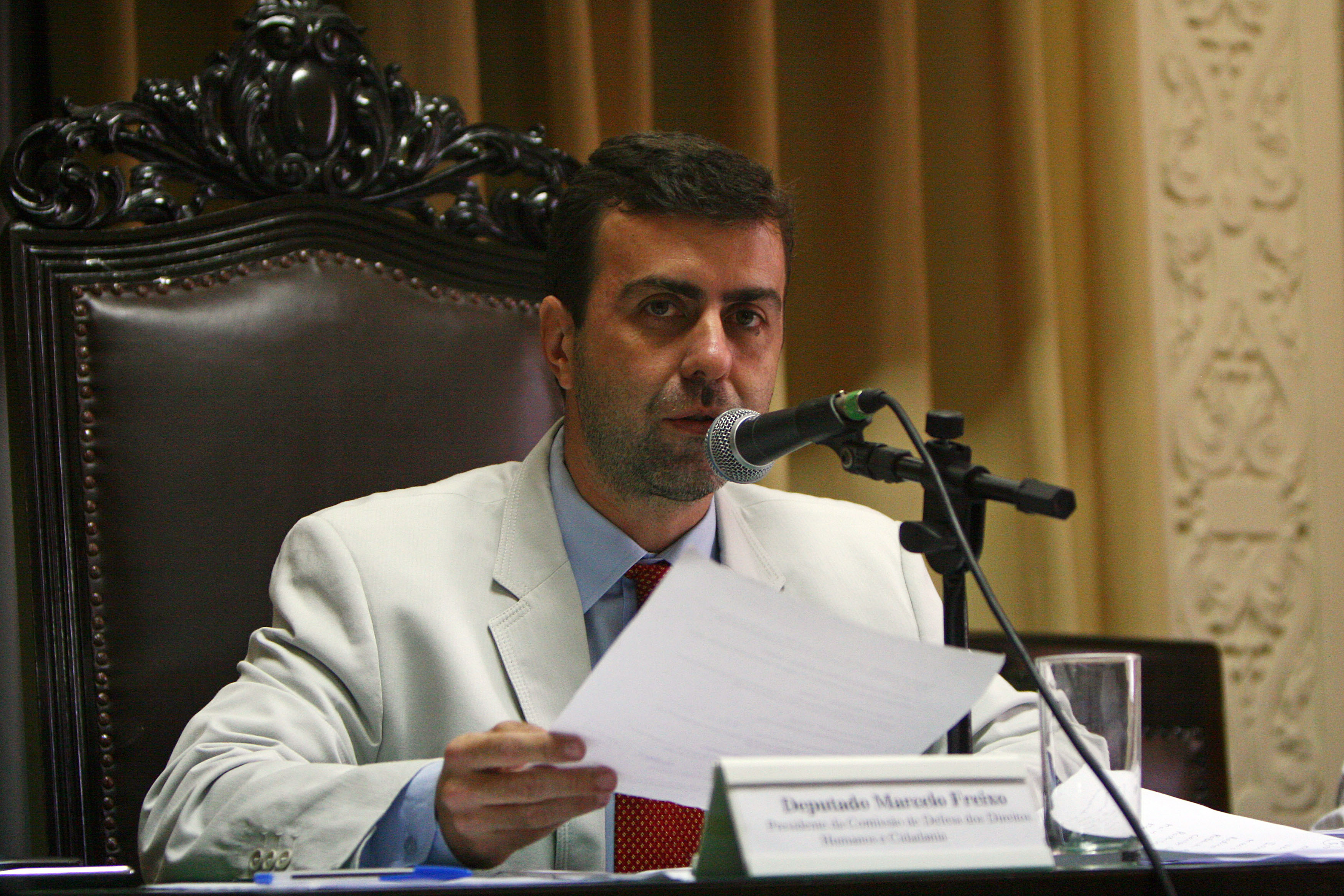
Марселу Фрейшу на заседании механизма по предупреждению пыток и борьбе с ними, 2010 год

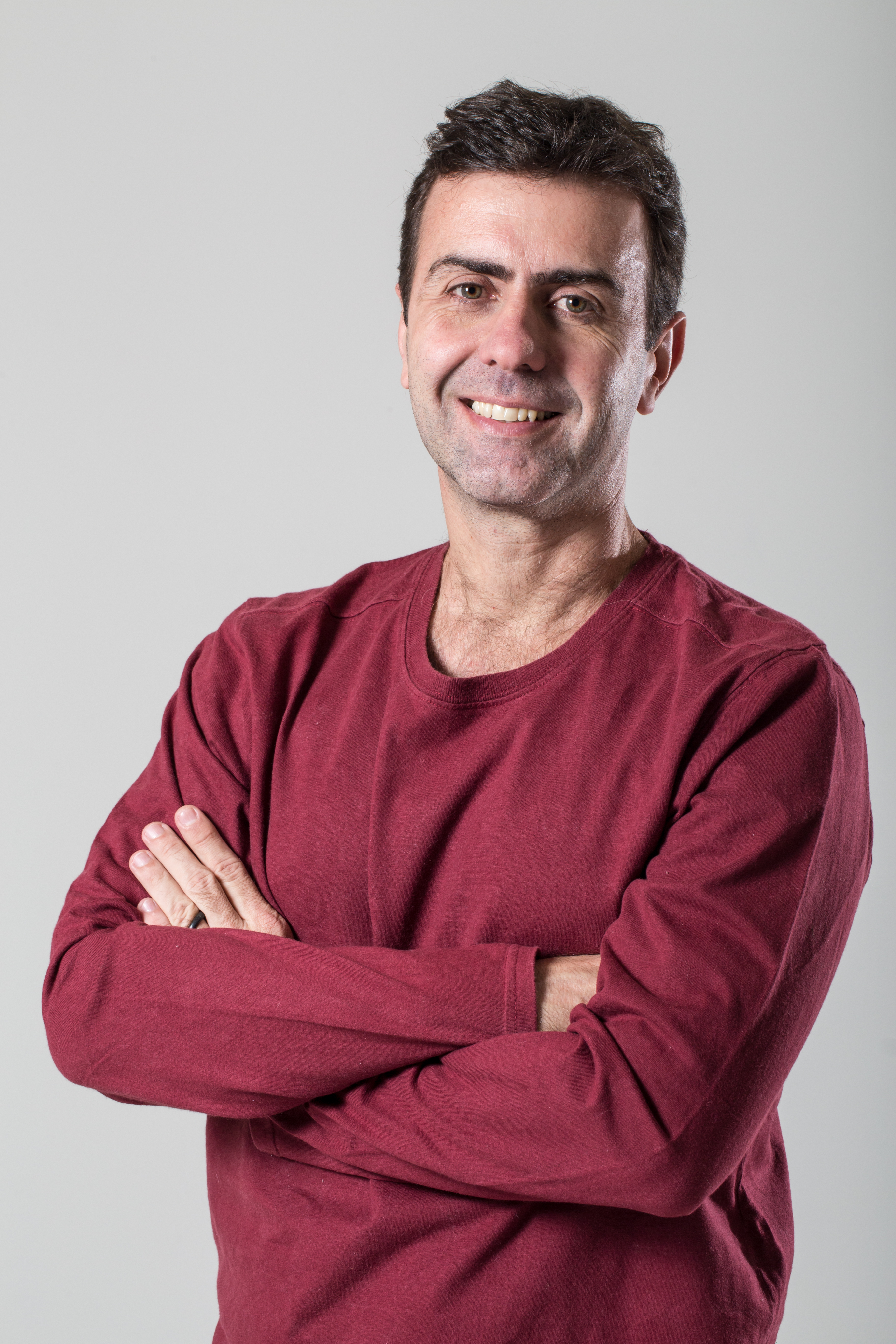
Портрет Марселу Фрейшу, 2016 год

В 1995—1996 годах был волонтёром в проекте по профилактике СПИДа в тюрьмах штата, координировал образовательные проекты в пенитенциарной системе, а в 2001—2004 годах возглавлял муниципальный совет округа Рио-де-Жанейро, где выполнял функцию мониторинга прав человека в местах лишения свободы.
Был координатором Комиссии по правам человека Законодательного собрания штата Рио-де-Жанейро во время каденции Шику Аленкара: работая в сфере правозащиты, он инспектировал нарушения в отношении женщин, рабочих, чернокожих, ЛГБТ, пожилых людей и заключённых.

### Местный депутат от Партии социализма и свободы
Фрейшу, состоявший в Партии трудящихся с 1986 года, в сентябре 2005 года после изгнания из партии её левого крыла присоединился к созданной тем новой Партии социализма и свободы. От последней в 2006 году был избран депутатом в Законодательном собрании штата Рио-де-Жанейро (ALERJ), набрав 13 547 голосов. На выборах 2010 года он был переизбран депутатом штата от той же партии, получив 177 253 голоса и став вторым по количеству голосов депутатом в штате.
В марте 2009 года он стал председателем Комиссии по защите прав человека и гражданина Законодательного собрания. Он также входил в комитет по культуре, был альтернативным членом комитета по образованию и возглавлял парламентскую следственную комиссию, расследовавшую связь парламентариев и полицейских с парамилитарными группировками. Среди прочего, добился в 2008 году отзыва мандата и ареста тогдашнего местного депутата Алвару Линса, покрывавшего преступные вооружённые группы. Сам Фрейшу из-за угроз расправы провёл 15 дней в изгнании в Европе.
Фрейшу также возглавлял парламентскую комиссию по расследованию незаконного оборота оружия, отчёт которой был представлен в 2011 году. В то же время, по приглашению Amnesty International, он временно покинул Бразилию после ряда угроз убийством и убийства судьи Патрисии Ачиоли (ранее в 2006 году был убит брат Марселу Фрейшу Ренату; позже в 2015 году будут убит его охранник, а в 2018 году — его соратница по партии и бывшая помощница Мариэль Франку).
На выборах 2014 года Фрейшу стал самым популярным депутатом штата в Бразилии. На парламентских выборах 2018 года он был избран федеральным депутатом от Рио-де-Жанейро с 342491 голосом, что является вторым лучшим показателем по количеству голосов в штате.

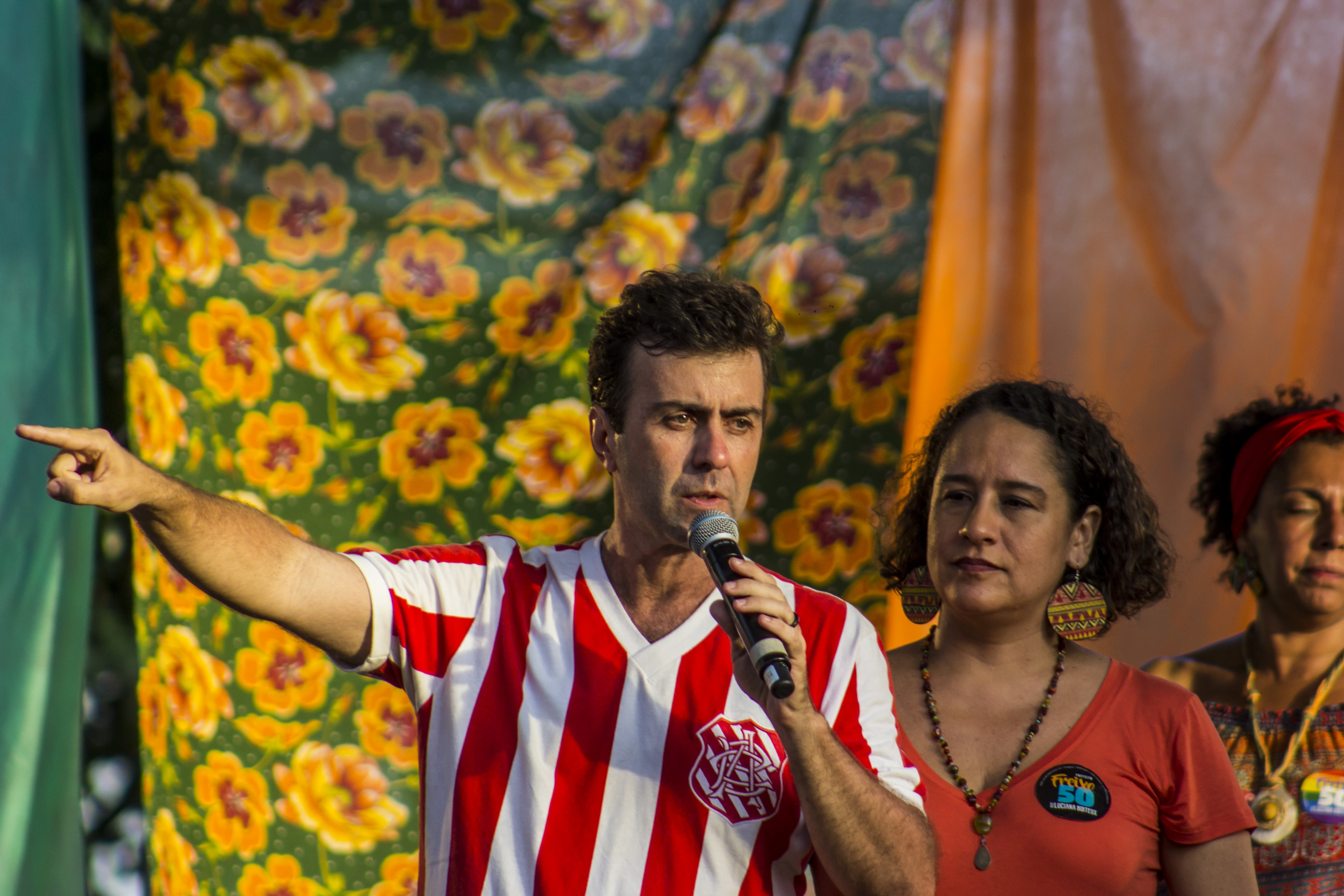
Марселу Фрейшу и Лусиана Бойто

### Выборы мэра Рио-де-Жанейро
Фрейшу дважды баллотировался от Партии социализма и свободы (во второй раз — от её коалиции с коммунистами «Mudar é Possível») на пост мэра Рио-де-Жанейро — в 2012 и 2016 годах; его кандидатами в вице-мэры были соответственно музыкант (бывший барабанщик группы O Rappa) и композитор Марселу Юка, а затем юристка и профессор Федерального университета Рио-де-Жанейро Лусиана Бойто, близкая к Бразильской коммунистической партии. 
В каждой из гонок Фрейшу финишировал вторым, проиграв первый раз Эдуардо Паэсу от Партии бразильского демократического движения, а второй — Марселу Кривелле от Бразильской республиканской партии. В 2012 году он получил почти 30 % (914 082) голосов, в 2016 — вышел во второй тур, где собрал более 40,6 % (1 163 662) голосов. Его кампании мобилизировали значительное число молодёжи; в них участвовали и такие деятели культуры, как Шику Буарки, Ману Браун и Вагнер Моура. Кампания по сбору средств на выдвижение Фрейшу в мэры в 2016-м стала крупнейшим краудфандингом в стране, собрав 2 342 778,75 реалов.

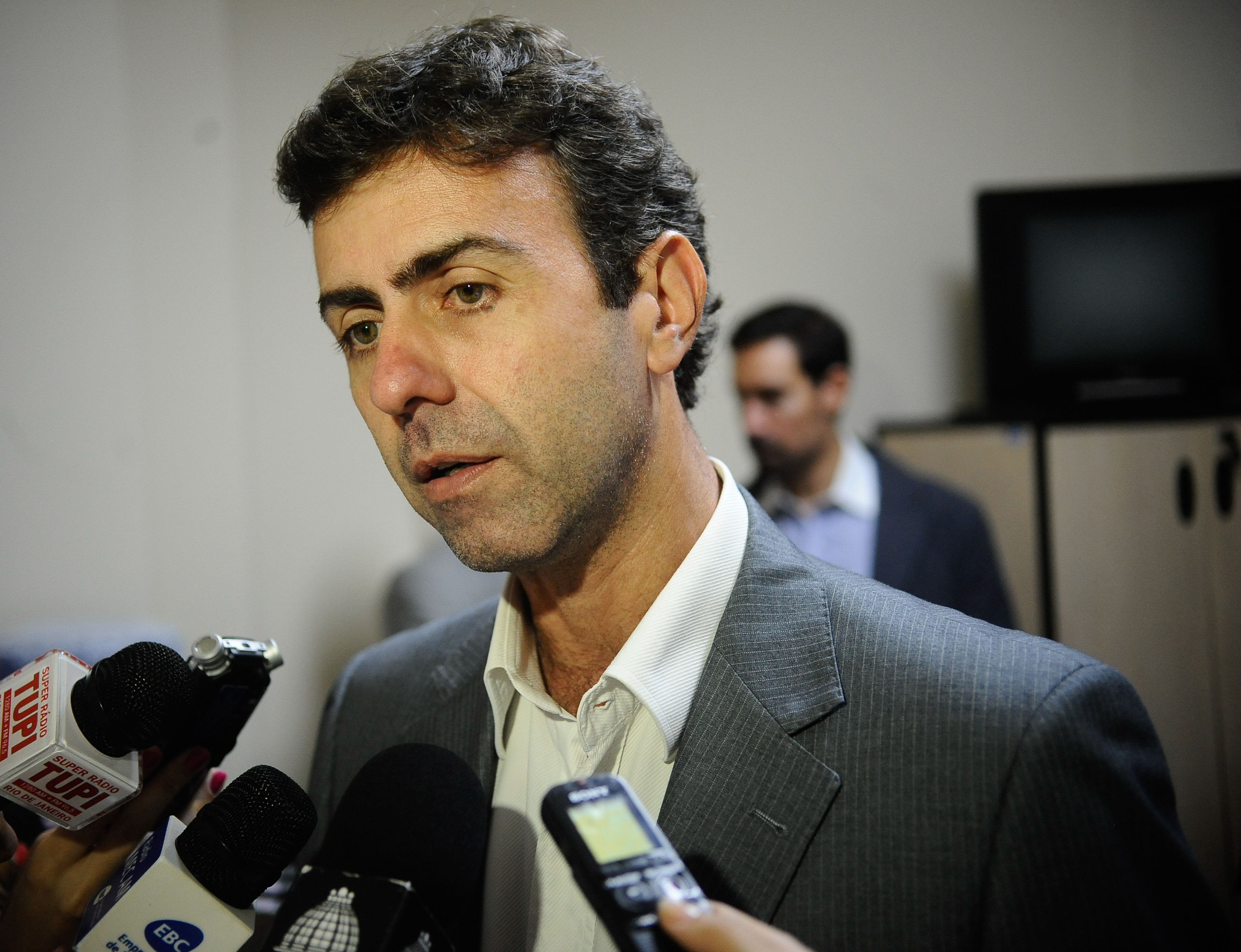
Марселу Фрейшу в 2015 году

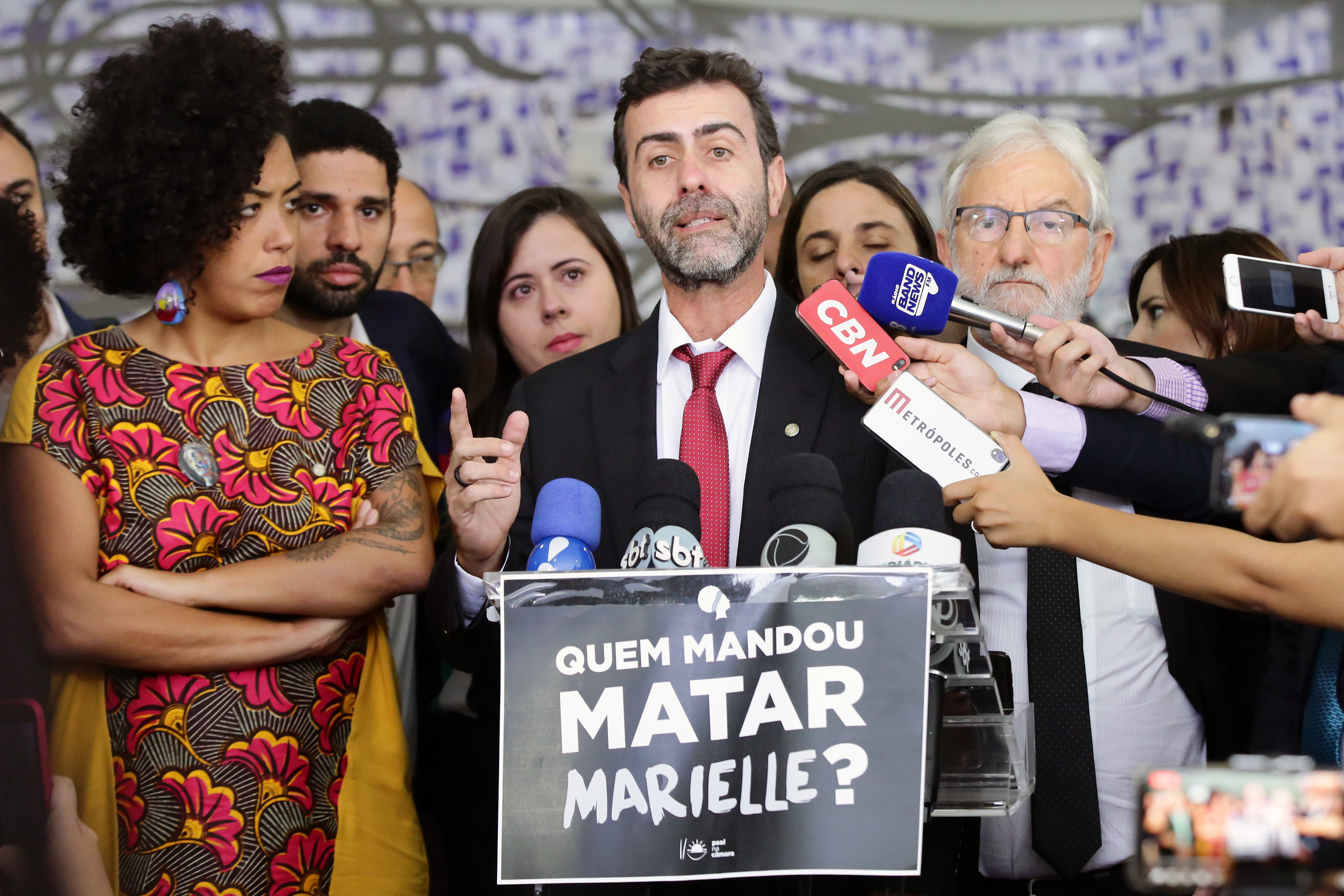
Пресс-конференция по делу Мариэль Франку

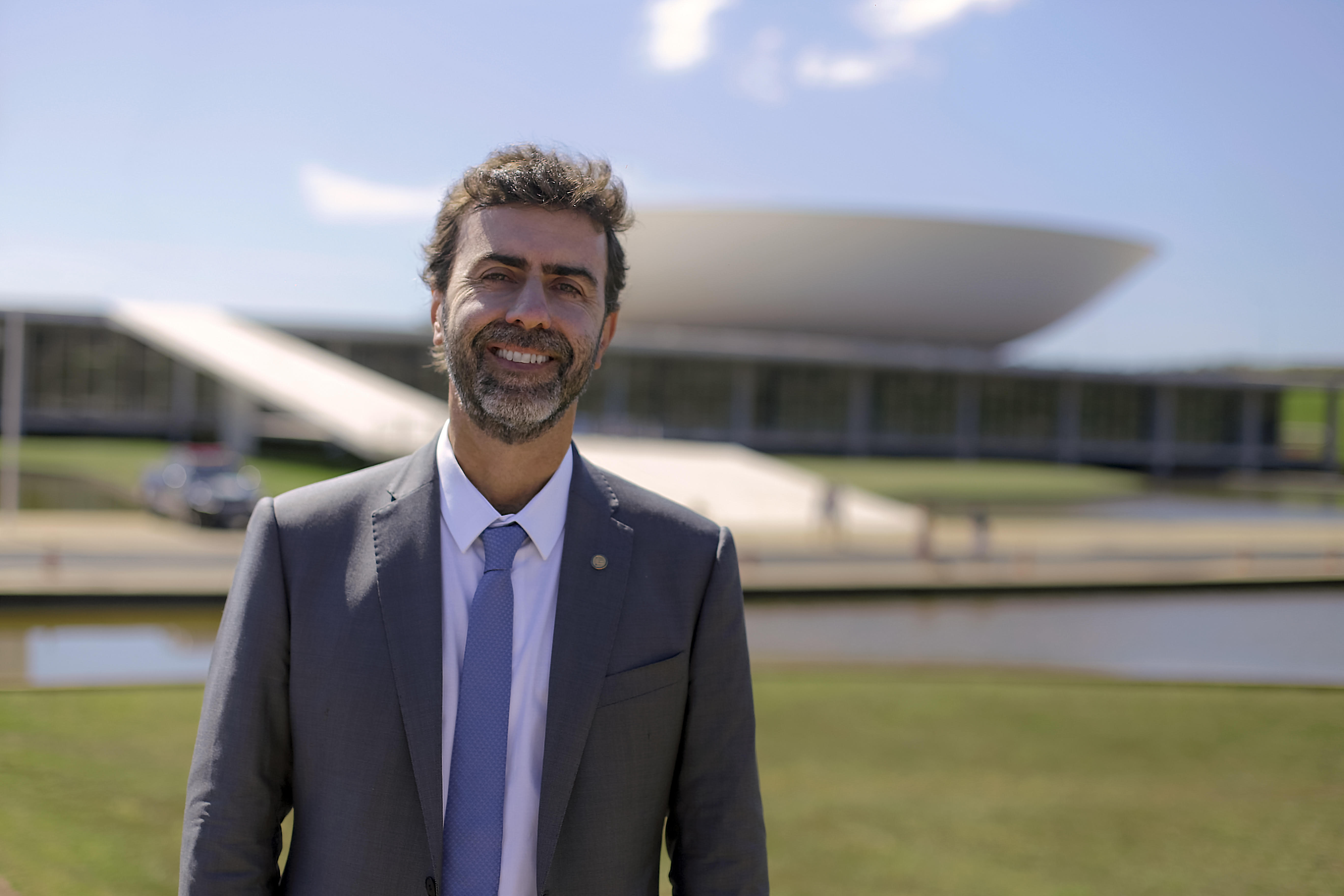
Марселу Фрейшу после избрания федеральным депутатом в 2019 году

### Федеральный депутат
В декабре 2018 года был выдвинут PSOL (при поддержке Партии трудящихся и Сеть устойчивого развития) кандидатом в президенты Палаты депутатов от левой оппозиции, получил 50 голосов и занял третье место после переизбранного президента Родригу Майи (от партии Демократов при поддержке Социал-либеральной партии) и депутата Фабиу Рамалью.
В августе 2020 года Фрейшу получил награду как лучший федеральный депутат в результате голосования, устроенного изданием Congresso em Foco, а также занял второе место в голосовании, проведённом жюри журналистов.
До июля 2016 года Фрейшу был обозревателем в Folha de S.Paulo, куда периодически писал статьи по политическим, экономическим и социальным вопросам в Рио-де-Жанейро, Бразилии и во всём мире. Он остаётся членом Фонда Лауру Кампуса, некоммерческого аналитического центра, созданного PSOL с целью развития «критического мышления, приверженного ценностям социализма и свободы».
16 июня 2021 года перешёл из Партии социализма и свободы в Социалистическую партию Бразилии в преддверии выборов губернатора Рио-де-Жанейро.